# كفاءة طيفية
في أنظمة الاتصالات، يشير مُصطلح الكفاءة الطيفية أو (بالإنجليزية: bandwidth efficiency)‏ أو كفاءة عرض الحزمة أو فعاليّة عرض النطاق (بالإنجليزية: Spectral efficiency)‏ إلى معدل المعلومات الذي يُمكن نقله باستعمال عرض نطاق مُعطى. إنّ كفاءة عرض النطاق هي قياس لمدى فعاليّة طيف ترددي محدود عند استعماله لنقل المعلومات من قبل أحد بروتوكولات الطبقة الفيزيائيّة.

## مثال
إذا كان لدينا وسيلة للبث ذو عرض محزم قدره 1 كيلو هرتز (1000 هرتز) وأجرينا الإرسال بمعدل 1000 بايت /ثانية تكون وسيلة الإرسال ذات كفاءة عرض محزم  أو كفاءة تعديل إشارة مقدارها 1 بايت/هرتز.
- إذا كانت النسبة بين الإشارة (single )و التشويش ( noise ) عالية امكن رفع كفاءة عرض المحزم ارتفاعا كبيرا، فمثلا إذا كان مودم يعمل على خط تلفوني بعرض محزم قدره 3500 هرتز أمكن إرسال المعلومات بمعدل 33600 بايت/ثانية . وتكون كفاءة عرض المحزم في هذه الحالة : (33600 بايت في الثانية) / 3500 هرتز ≈

وهذه خاصية مهمة في هندسة الاتصالات الخليوية
10;{\displaystyle \mathrm {\tfrac {Bit}{s\cdot Hz}} }.